# Canton de Tomblaine
Le canton de Tomblaine est une ancienne division administrative française qui était située dans le département de Meurthe-et-Moselle.

## Géographie
Ce canton est organisé autour de Tomblaine, au sein de l'arrondissement de Nancy. Son altitude varie de 193 mètres à Tomblaine jusqu'à 323 mètres à Varangéville pour une altitude cantonale moyenne de 228 mètres.

## Histoire
Canton créé le 26 janvier 1982 à partir de 11 communes du canton de Saint-Nicolas-de-Port. La commune de Tomblaine faisait alors partie du canton de Saint-Max.

## Administration
| Période         | Période          | Identité             | Étiquette  | Qualité                                                                         |
| --------------- | ---------------- | -------------------- | ---------- | ------------------------------------------------------------------------------- |
| 1982            | 1998             | Frédéric Jehl        | UDF        | Maire d'Art-sur-Meurthe                                                         |
| 1998            | 2007 (démission) | Hervé Féron          | PS         | Homme de lettres et artiste , maire de Tomblaine depuis 2001 Député (2007-2017) |
| 21 octobre 2007 | 2011             | M. Claude Blaque     | PS puis PG | conseiller municipal de Laneuveville-devant-Nancy                               |
| 2011            | 2015             | Jean-Pierre Laurency | PS         | Ingénieur Premier adjoint au Maire de Tomblaine                                 |

## Composition
Le canton de Tomblaine groupe 12 communes et compte 23 224 habitants (recensement de 1999 sans doubles comptes).
| Communes                  | Population (2012) | Code postal | Code Insee |
| ------------------------- | ----------------- | ----------- | ---------- |
| Art-sur-Meurthe           | 1 109             | 54510       | 54025      |
| Buissoncourt              | 191               | 54110       | 54104      |
| Cerville                  | 547               | 54420       | 54110      |
| Erbéviller-sur-Amezule    | 56                | 54280       | 54180      |
| Fléville-devant-Nancy     | 2 624             | 54710       | 54197      |
| Gellenoncourt             | 35                | 54110       | 54219      |
| Haraucourt                | 644               | 54110       | 54250      |
| Laneuveville-devant-Nancy | 5 083             | 54410       | 54300      |
| Lenoncourt                | 433               | 54110       | 54311      |
| Réméréville               | 408               | 54110       | 54456      |
| Tomblaine                 | 7 853             | 54510       | 54526      |
| Varangéville              | 4 241             | 54110       | 54549      |

## Démographie
| 1962   | 1968   | 1975   | 1982   | 1990   | 1999   | 2009   |
| ------ | ------ | ------ | ------ | ------ | ------ | ------ |
| 16 443 | 18 626 | 21 583 | 21 820 | 22 801 | 23 224 | 24 146 |